# Inskip-with-Sowerby
Inskip-with-Sowerby – civil parish w Anglii, w Lancashire, w dystrykcie Wyre. W 2011 civil parish liczyła 840 mieszkańców.